# Venezillo gigas
Venezillo gigas is een pissebed uit de familie Armadillidae. De wetenschappelijke naam van de soort is voor het eerst geldig gepubliceerd in 1877 door Edward John Miers.